# Valle-di-Campoloro
Valle-di-Campoloro (korziško E Valle di Campulori) je naselje in občina v francoskem departmaju Haute-Corse regije - otoka Korzika. Leta 1999 je naselje imelo 263 prebivalcev.

## Geografija
Kraj leži v severovzhodnem delu otoka Korzike 49 km južno od središča Bastie.

## Uprava
Občina Valle-di-Campoloro skupaj s sosednjimi občinami Cervione, Sant'Andréa-di-Cotone, San-Giovanni-di-Moriani, San-Giuliano, Santa-Lucia-di-Moriani, Santa-Maria-Poggio, San-Nicolao in Santa-Reparata-di-Moriani sestavlja kanton Campoloro-di-Moriani s sedežem v Cervionu. Kanton je sestavni del okrožja Corte.
1. ↑  »Populations légales 2016«. Nacionalni inštitut za statistične in gospodarske raziskave. Pridobljeno 25. aprila 2019.